# Choroba z miłości

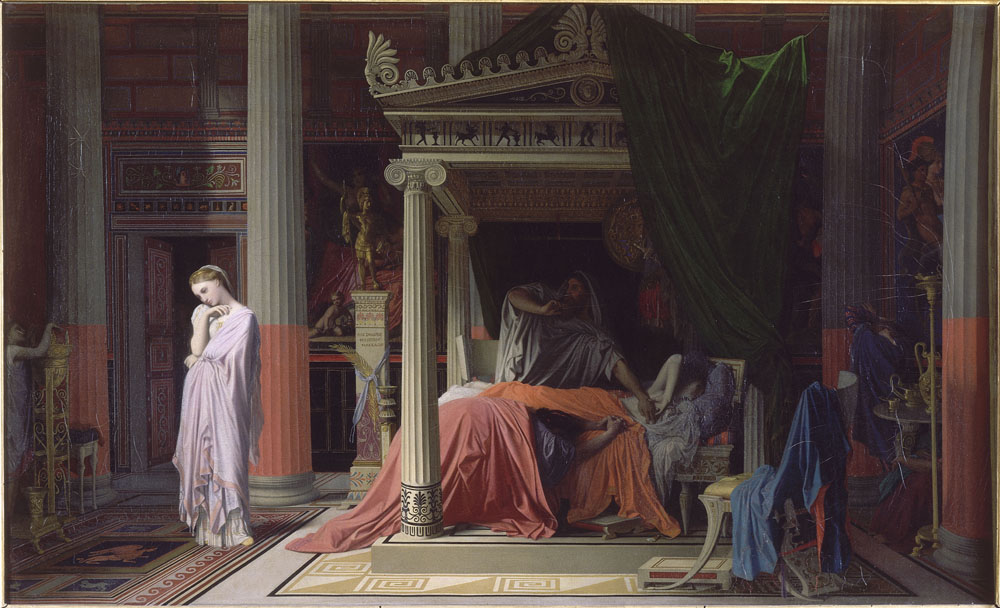
Antioch i Stratonike – Antioch I beznadziejnie zakochany w swojej macosze Stratonike

Choroba z miłości, choroba miłosna albo miłosna melancholia – była jednostka chorobowa wywołana przez nieodwzajemnioną lub nieosiągalną miłość.

## Wstęp
Według traktatów medycznych sprzed XVIII wieku odczuwane z tego powodu cierpienie nie pozwalało pacjentowi na prowadzenie normalnego trybu życia ani udział w życiu towarzyskim. Miłość, pożądanie i cierpienie sprawiały, że chory marniał (usychał) z tęsknoty do obiektu swojej miłości.
Czynniki uznawane za przyczynę choroby z miłości oraz sposoby jej leczenia zmieniały się wraz z ewoluowaniem wiedzy medycznej i kulturowych przekonań.
Przez wieki choroba z miłości stanowiła jednostkę medyczną, opisywaną w traktatach medycznych, mającą liczne przykłady w literaturze, historii i sztuce. W XVII-wiecznym europejskim piśmiennictwie medycznym temat bólu z miłości (bólu miłosnego) był niezwykle popularny.
Racjonalne spojrzenie na miłość i serce sprawiło, że w XX wieku choroba z miłości przestała figurować na liście chorób i termin zniknął także z podręczników medycznych.

## Rys historyczny

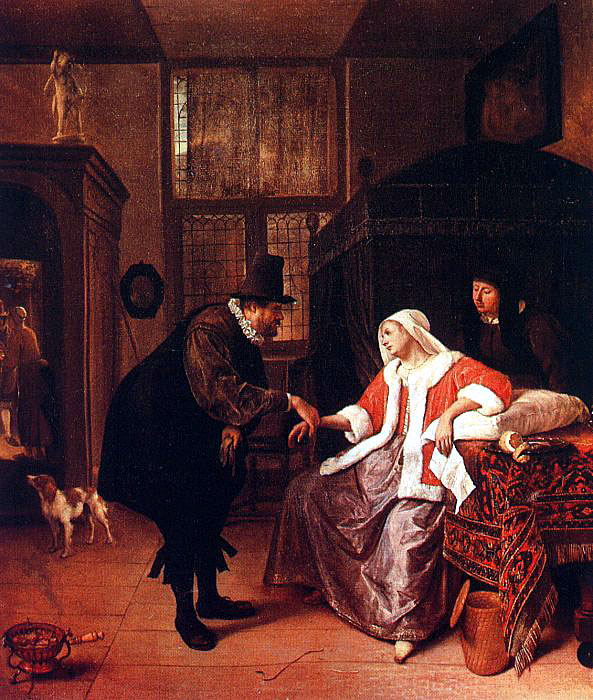
Liefdesverdriet, Jan Steen, około 1660

Choroba z miłości była znana od wieków.
Lekarze starożytni – Hipokrates, Galen i Areteusz z Kapadocji – umieli zdiagnozować chorobę z miłości i uważali, że najlepszym lekarstwem na miłość była ona sama, dlatego nie podejmowali prób jej leczenia, przytaczając przypadek Antiocha I i Stratonike z 294 roku przed naszą erą. Zauważyli także podobieństwo pomiędzy stanem, w jaki popadali nieszczęśliwie zakochani a melancholią.
Opis symptomów choroby z miłości przekazał także Paweł z Eginy.
W czasach średniowiecznych choroba miłosna była uważana za przypadłość mężczyzn. Było to spowodowane głównie tym, że traktaty medyczne powstawały w zaciszu zakonów, gdzie choroba była oceniana negatywnie. Ostatecznie uznano, że  choroba z miłości stanowi rodzaj miłości dworskiej – czystej i uszlachetniającej, a kobieta była adorowana przez rycerskiego mężczyznę, nawet wtedy gdy odrzuciła jego uwielbienie.
W epoce renesansu chorobę z miłości ponownie zaczęto przypisywać kobietom. Chorobę miłosną uznano za karygodną dolegliwość cielesną, seksualną, a nie psychiczną. W traktatach medycznych kobiety przedstawiono jako istoty bardziej impulsywne od mężczyzn i niewystarczająco racjonalne, aby oprzeć się uczuciu pożądania.
Renesansowi medycy opierając się na hipokratesowsko-galenowskiej koncepcji żywiołów-humorów starali się wyjaśnić mechanizm choroby z miłości. Według patologii humoralnej cierpienie i smutek z powodu nieodwzajemnionej lub nieosiągalnej miłości pociągały za sobą uczucie melancholii i nadmiaru wydzielania czarnej żółci w organizmie. Wewnętrzny ogień, który napotkał na zewnętrzny chłód, cofał się do wnętrza organizmu i prowadził do wewnętrznego wypalenia zakochanej lub zakochanego.
Lekarze renesansowi odrzucili antyczną metodę leczenia choroby z miłości przez miłość, uznając ją za bezwstydną i występną. W zamian moraliści proponowali chorym z miłości kurację moralną, czyli leczenie przez cnotę. Medycy oferowali cierpiącym z powodu nieszczęśliwej miłości upusty krwi, które oczyszczały organizm z nadmiaru czarnej żółci wyniszczającej ciało,  odpowiednią dietę i muzykoterapię.
W XVII wieku w Holandii oraz w innych krajach Europy Zachodniej koncept cierpienia i smutku z powodu nieusatysfakcjonowanej miłości był popularny i znalazł swoje odzwierciedlenie w traktatach medycznych, sztuce i literaturze. Chorobę z miłości opisał w tekście medycznym, między innymi, André du Laurens, nadworny lekarz Henryka IV.
Pomimo że w XVIII i XIX wieku lekarze w dalszym ciągu obserwowali i opisywali te same objawy u swoich pacjentów, to jednak zaczęli przypisywać im inne rozpoznania. Jednocześnie zarówno lekarze, jak i pacjenci zaczęli poszukiwać somatycznej przyczyny dla tych objawów, natomiast miłość niechętnie uznawano za przyczynę, upatrując w niej jedynie zbieg okoliczności.
Racjonalne spojrzenie na serce jako pompę tłoczącą krew oraz uznanie miłości za niematerialną i irracjonalną sprawiło, że miłość przestała być uznawana za przyczynę choroby, a choroba z miłości została usunięta z rejestru chorób i podręczników medycznych.
Uczucie miłości oraz choroba z powodu niespełnionej miłości zostały przedefiniowane, otrzymały nowe określenia (libido i seks) i zostały zakwalifikowane do nowej specjalności medycznej – seksuologii.

## Etiologia i patogeneza

Przygotowywanie „miłosnej mikstury”

W erze Hipokratesa sądzono, że za psychologiczne objawy choroby z miłości było odpowiedzialne zaburzenie równowagi w płynie humoralnym – czarnej żółci – które pociągało za sobą fizyczne efekty uboczne.
Przyczyny upatrywano także w intensywnym pragnieniu bycia z mężczyzną.
W czasach wczesnochrześcijańskich chorobę miłosną uważano za chorobę zmysłów, która mogła także zawładnąć duszą.
Starożytne ludy Nahua upatrywały przyczynę choroby nie tylko w pożądaniu, ale także w mal ojo – rzuceniu spojrzeniem uroku na pożądaną osobę, patrząc prosto w jej oczy.
W czasach średniowiecznych wierzono, że czynności magiczne mogą wywołać chorobę z miłości, podobnie jak kuszenie przez demony. W traktatach medycznych patogenezę wiązano z przegrzaniem galenowskiego vital spirit (krwi wymieszanej z powietrzem) pod wpływem obiektu pożądania. To z kolei prowadziło do rozpalenia środkowego przedsionka mózgu, skutkując „wysuszeniem” zdolności imaginacji. W ten sposób dochodziło do odciśnięcia obrazu ukochanej osoby w pamięci pacjenta, wywołując u niego obsesję, zmniejszenie zdolności do logicznego rozumowania i nienormalne zachowanie.
W XV wieku za występowanie choroby miłosnej obwiniono okultyzm i choroba została umieszczona w podręcznikach dla łowców czarownic.
W renesansie za możliwą przyczynę choroby uznawano podanie do wypicia magicznej mikstury. Rozważano także możliwość występowania przyczyn dziedzicznych (np. zwiększone ryzyko zachorowania u dziecka rodzica cierpiącego na chorobę z miłości) oraz podatności na zachorowanie. Przyczyn choroby z miłości upatrywano również w nabrzmiałej łechtaczce lub hiperseksualności.
W medycynie XX i początków XXI wieku pojawiła się hipoteza, że choroba z miłości może być chorobą somatoformiczną. Wiele objawów choroby miłosnej jest podobnych do objawów chorób psychiatrycznych, na przykład obsesje, zmiany nastroju od manii do depresji, utrata apetytu, kompulsje czy bezsenność.

## Występowanie
Choroba dotykała głównie młode kobiety, owdowiałe lub bezdzietne. W średniowieczu była uważana za przypadłość mężczyzn. W epoce renesansu chorobę z miłości ponownie zaczęto przypisywać kobietom. Według starożytnych ludów Nahua choroba z miłości dotykała w równym stopniu kobiety, jak i mężczyzn.

## Rozpoznanie
W czasach hipokratesowskich umiejętność rozpoznania choroby miłosnej u pacjenta stanowiła potwierdzenie wiedzy medycznej lekarza.
Lekarze stawiali diagnozę dokonując uważnej obserwacji pacjenta lub pacjentki, a pomiar pulsu w niespodziewanej obecności obiektu uczuć stanowił ostateczne jej potwierdzenie – następowało gwałtowne przyspieszenie tętna.

## Objawy
Według historycznych źródeł objawy obejmowały m.in.: zauroczenie daną osobą, obsesyjne myśli o ukochanej osobie, blade oblicze, wzrok utkwiony w martwym punkcie, podkrążone oczy, bezsenność, przewlekłe skurcze macicy, kobiecą histerię (furor uterinus), palpitacje serca, nieregularny puls, lekki stan podgorączkowy i uczucie chłodu z nim związane, utratę apetytu, spadek masy ciała, bóle żołądkowe, rozkojarzenie, rozmarzenie, niepokój, uczucie rozpaczy, łkanie, depresję, manię, napady agresji, szybkie zmiany nastroju (od głupkowatego śmiechu po depresję), frustrację, emocjonalny galimatias, ponure myśli, a nawet torpor.
Kołatanie serca i nierówny puls, który przyspieszał nie tylko na widok, ale nawet na samo wspomnienie obiektu uczuć, były wymieniane w traktatach medycznych jako jedne z głównych objawów fizycznych chorobliwej namiętności.
Ofiary choroby nie mogły uwolnić się od obsesyjnych myśli o niedostępnym obiekcie swojej miłości.
Choroba mogła prowadzić do śmierci w wyniku manii samobójczej lub wyniszczenia ciała przez przedłużającą się chorobę duszy.
Podczas sekcji zwłok stwierdzano skurczenie narządów wewnętrznych jamy brzusznej, klatki piersiowej i miednicy.
Przez wieki opisywane w traktatach medycznych objawy choroby miłosnej nie zmieniały się, bez względu na przedział czasowy czy kulturę, w której zostały opisane.

## Leczenie
Cierpienie z powodu nieodwzajemnionej lub nieosiągalnej miłości nie pozwalało choremu na prowadzenie normalnego trybu życia ani udział w życiu towarzyskim. Miłość, pożądanie i cierpienie sprawiały, że chory marniał (usychał) z tęsknoty do obiektu swojej miłości.
Sposoby leczenia choroby miłosnej zmieniały się wraz z ewoluowaniem wiedzy medycznej i kulturowych przekonań.
W starożytności rzymscy i greccy medycy za jedyne lekarstwo prowadzące do wyleczenia uważali (małżeński) stosunek seksualny – zjednoczenie z ukochaną osobą, tą, która spowodowała stan chorobowy, w myśl łacińskiej maksymy Amans Amanti Medicus („Jeden kochanek wyleczy drugiego”). Antyczni lekarze twierdzili, że zdobycie podmiotu pożądania było najpewniejszą metodą wyleczenia. Podobnie uważał Awicenna, rekomendując stosunek płciowy, ale tylko w sytuacji, gdy był dozwolony przez prawo i religię. Podejmowano także próby obrzydzenia ukochanej osoby, które miały prowadzić do zmiany uczucia adoracji w uczucie awersji. Rozpraszaniu obsesyjnych myśli o niedostępnym obiekcie uczuć sprzyjał sen, ćwiczenia fizyczne i wycieczki.
W renesansie proponowano inwazyjne metody: upusty krwi i w przypadku kobiet wycięcie nabrzmiałej łechtaczki. Z medykamentów ziołowych zalecano opium do leczenia współistniejącej bezsenności oraz szczwół w celu zmniejszenia pożądania seksualnego.
Pocieszenie mogło dać słuchanie muzyki (lutni lub klawikordu) i czytanie filozoficznych traktatów moralnych. Leczenie objawowe obejmowało lewatywę albo rodzaj waginalnej irygacji za pomocą irygatora.
Pod koniec XVI wieku i w XVII wieku medycy również zalecali chorym z miłości ciepłe kąpiele i okłady oraz odpowiednią dietę – płynne pożywienie o łagodnym smaku (buliony, mleczne kaszki i delikatne mięso bez przypraw).
Brak „lekarstwa” mógł prowadzić do przemiany choroby w szaleństwo.

## W sztuce i muzyce

Złamane serce – symbol miłości nieodwzajemnionej

Malarz niderlandzki Jan Steen przedstawił na obrazie chorą na miłosną melancholię (j. nid. liefdesverdriet) młodą kobietę. Malarz wykonał aż 18 różnych wersji obrazu, z których pięć można zobaczyć m.in. w Rijksmuseum w Amsterdamie, Apsley House w Londynie, Nowej Pinakotece w Monachium, Ermitażu w Petersburgu i Filadelfijskim Muzeum Sztuki.
Na wersji obrazu, która obecnie znajduje się w Nowej Pinakotece artysta ukazał prosty test, stosowany dawniej przez medyków, na potwierdzenie choroby z miłości – na obrazie medyk dokonuje pomiaru pulsu chorej z miłości kobiety w momencie, gdy pokojówka wprowadza do środka jej ukochanego, a wtedy jej serce zaczyna bić jak oszalałe (łac. pulsus amoris).
Piosenkę o chorobie z miłości La Maladie d'amour ma w swoim repertuarze Michel Sardou.
Symbolem miłości nieodwzajemnionej lub rozczarowania w miłości jest złamane (pęknięte, rozbite) serce.

## W literaturze
Choroba z miłości znalazła swoje odzwierciedlenie w literaturze pięknej i stanowiła atrakcyjny temat literacki. W renesansie i wiekach wcześniejszych choroba z miłości była traktowana dosłownie, jako stan psychopatologiczny, który prowadził do wyniszczenia ciała i duszy nieszczęśliwie zakochanych. W XVI wieku powstały liczne traktaty medyczne poświęcone chorobie z miłości, jej pochodzeniu, objawom i leczeniu. Dla następców romantyzmu i modernizmu choroba z miłości stanowiła już stały temat, utrwalony w literaturze pięknej.
Historia, z około IV wieku przed naszą erą, skrytej miłości księcia Antiocha I do jego młodej macochy Stratoniki jest jedną z najczęściej przytaczanych w literaturze medycznej, jako przykład ilustrujący chorobę z miłości. Antioch wolał umrzeć z miłości niż skompromitować honor swojego ojca króla Seleukosa I Nikatora. Nadworny lekarz króla Erasistratos zdiagnozował chorobę z miłości u jego syna i przekonał króla, aby oddał synowi swoją młodą żonę.
W średniowiecznym poemacie Troilus i Criseyda, powstałym około 1385 roku, Geoffrey Chaucer opisał cierpienia chorego na miłosną melancholię Troilusa z powodu nieszczęśliwej miłości do młodej i pięknej wdowy o imieniu Criseyda.
We francuskiej poezji i prozie zostały opisane zdiagnozowane przypadki chorych z miłości, np. w Les angoisses douloureuses qui procèdent d'amours  z 1538 roku, autorstwa Hélisenne de Crenne czy dziesięć przypadków melancholii miłosnej zawartych w zbiorze 72 nowel pt. Heptameron, napisanych przez Małgorzatę z Nawarry.
Rozważaniami na temat seksualności oraz samotności człowieka w różnych przedziałach historycznych od III do XIX wieku zajmowali się Michel Foucault i Richard Sennett.

## Odniesienia polskie
W literaturze polskiej można spotkać się z następującymi określeniami tego stanu psychopatologicznego: choroba z miłości, miłosna melancholia, choroba miłosna, choroba miłości albo melancholia erotyczna.
W polskim przysłowiu pochodzącym z około 1650 roku została krótko oddana istota choroby: Choroba miłości zdrowie psuje, a ciało suszy, także kości.

## XX i  początek XXI wieku

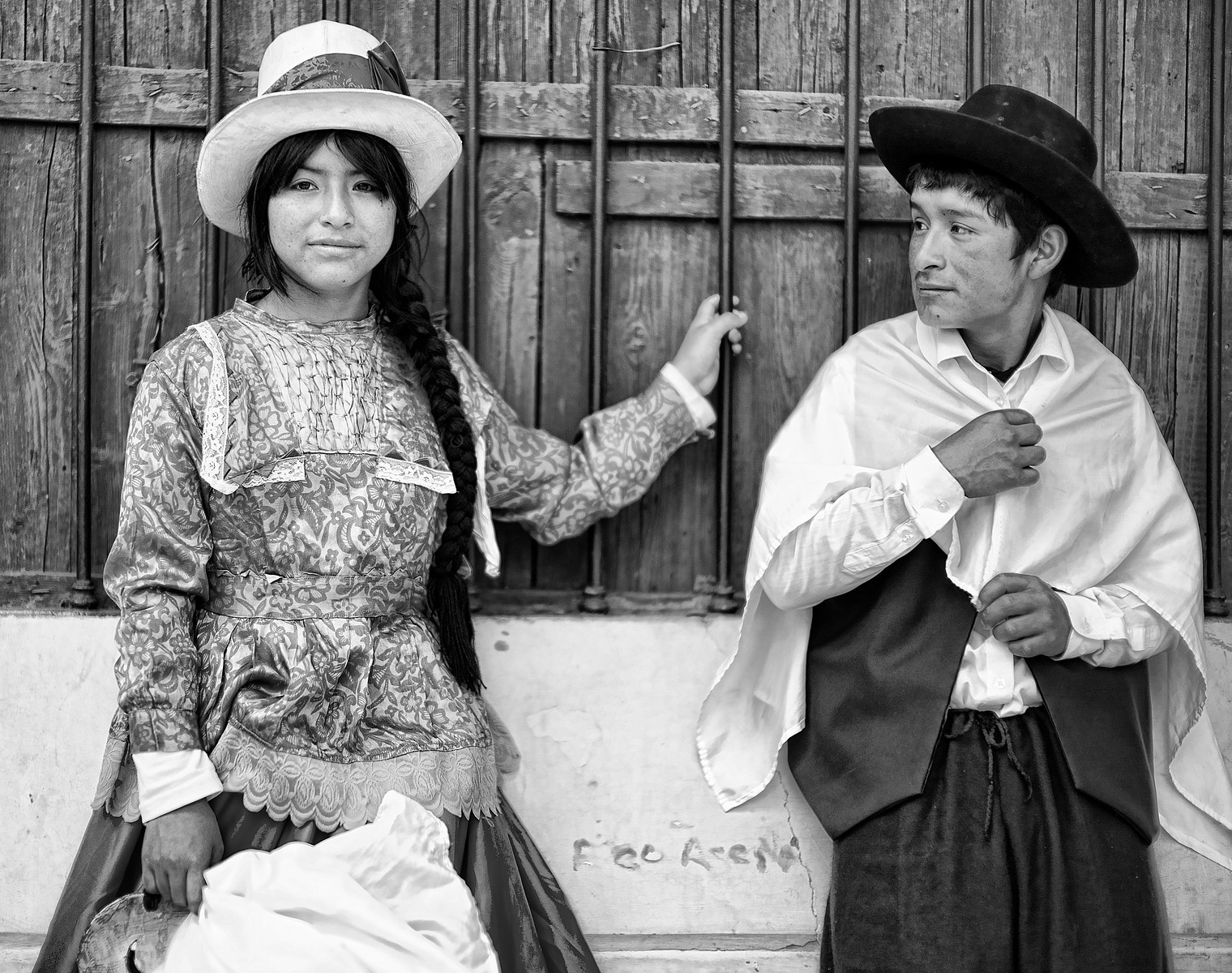
Wizerunek miłości nieodwzajemnionej

W XX wieku choroba z miłości przestała figurować na liście chorób. Termin zniknął także z podręczników medycznych. Niektóre aspekty tej kiedyś przez wieki powszechnej choroby mogą zostać wytłumaczone w oparciu o psychiatryczne jednostki chorobowe.
Namiętna miłość, stan melancholii miłosnej i miłość nieodwzajemniona stały się przedmiotem badań psychologów, neurologów i fizjologów, którzy starają się poznać ich podłoże neurologiczno-chemiczne w mózgu, odpowiedzialne za objawy umysłowe i fizyczne. Prowadzone są badania psychofarmakologiczne w celu znalezienia środków farmakologicznych, które byłyby stosowane w przypadku niebezpiecznych postaci miłości, jak np. w przypadku miłości nieodwzajemnionej, która pociąga za sobą uczucie rozpaczy oraz myśli i próby samobójcze. Jednocześnie prowadzone są rozważania etyczno-moralne dotyczące ewentualnego stosowania w przyszłości „leków przeciwko miłości” czy „leków na odkochanie”.
Zaobserwowano, że stan melancholii miłosnej może prowadzić do prześladowania, nękania, fizycznego napastowania, a nawet zamordowania obiektu uczuć. Za zwiększone uznano także ryzyko popełnienia samobójstwa przez cierpiącą osobę. Stan melancholii miłosnej nie dotyczy jedynie młodych ludzi, ale także ludzi dojrzałych i starszych.
Miłość nieodwzajemniona przez potencjalnego partnera bywa boleśnie przeżywana ze względu na pragnienie stworzenia z nim więzi przywiązaniowej (obejmującej czułość, troskę, bliskość emocjonalną, erotyzm i intymność seksualną) i wywołuje większy protest i rozpacz niż utrata potencjalnego partnera seksualnego.
Z powodu nieodwzajemnionej miłości w pojedynkę żyje 13,6% kobiet i 7,1% mężczyzn.
Medycyna oferuje pacjentom, którzy cierpią z powodu nieodwzajemnionej lub nieosiągalnej miłości  psychoterapię lub leki przeciwdepresyjne.
W arsenale farmaceutyków znajdują się środki, które jako efekt uboczny obniżają popęd seksualny, np. SSRI, antyandrogeny (stosowane do przeprowadzenia kastracji chemicznej), naltrekson, prawie wszystkie leki obniżające ciśnienie tętnicze krwi, butalbital, morfina, hydrokodon i inne opiaty, statyny obniżające poziom cholesterolu, finasteryd, gabapentyna, fenytoina i niektóre inhibitory pompy protonowej. Nie zostały jeszcze opracowane środki farmakologiczne, które wpływałyby na zmniejszenie zauroczenia daną osobą czy zmniejszenie obsesyjnych myśli o niej, albowiem nie został poznany mechanizm, który sprawia, że dany partner jest postrzegany jako atrakcyjny. Niekiedy w tej grupie zostają wymienione leki przeciwdepresyjne z grupy selektywnych inhibitorów zwrotnego wychwytu serotoniny. Ich wadą jest nieselektywne działanie, które prowadzi u większości pacjentów do emocjonalnej apatii. W fazie eksperymentalnej na zwierzętach znajdują się badania nad ewentualnymi antagonistami hormonów i neuroprzekaźników odpowiedzialnych za tworzenie i utrzymanie więzi przywiązaniowej oraz tendencji do monogamii, czyli wyraźnego preferowania jednego partnera. Antagonisty oksytocyny, wazopresyny i dopaminy można by wykorzystywać do leczenia „złamanego serca”.
Badania wykazały istnienie anatomiczno-neurochemiczno-behawioralnych podobieństw między miłością a uzależnieniem. Zasugerowano, że gdyby została opracowana metoda leczenia uzależnień, mogłaby ona być także wykorzystywana do leczenia problematycznych pasji miłosnych; w tym kontekście przywiązanie do innej osoby było rozpatrywane jako forma uzależnienia behawioralnego.
Choroby z miłości nie należy mylić z erotomanią ani stalkingiem.